# Hermann Otto Sleumer
Hermann Otto Sleumer (21 de febrero de 1906 - 1 de octubre de 1993 Oegstgeest) fue un botánico neerlandés de origen alemán.
De 1926 a 1929 estudia farmacia en la Universidad de Tubinga, y allí botánica era enseñada por Walter Zimmermann; luego de recibirce,  se marchó a estudiar geología y botánica en la Universidad de Friburgo donde obtuvo, en 1932, su doctorado, defendiendo la tesis: Über Sexualität und Zytologie von Ustilago Zeae (Beckm.) Unger.
En 1933 es Asistente en el "Museo Botánico de Berlin-Dahlem".
De 1944 a 1949 trabaja en la Universidad de Berlín; y luego se muda a Argentina, en Tucumán, siendo profesor de Botánica en el Instituto Miguel Lillo de la Universidad Nacional de Tucumán, con su colega Kurt Hueck. Está allí hasta 1953 que regresa a los Países Bajos, trabajando en la Universidad de Leiden. Y de 1956 a 1971 es curador de su herbario.
De 1976 a 1977, está en EE. UU. siendo curador del Jardín Botánico Amazónico de Nueva York.

## Honores

### Eponimia
- Botánica

Géneros
- (Icacinaceae) Sleumeria Utteridge, Nagam. & Teo[3]

- (Proteaceae) Sleumerodendron Virot[4][2]

Especies
- (Apocynaceae) Alyxia sleumeri Markgr.[5]

- (Begoniaceae) Begonia sleumeri L.B.Sm. & B.G.Schub.[6]

- (Celastraceae) Nicobariodendron sleumeri Vasudeva Rao & Chakrab.[7]

- (Ericaceae) Gaultheria sleumeriana Kin.-Gouv.[8]

- (Flacourtiaceae) Euceraea sleumeriana Steyerm. & Maguire[9]

- (Flacourtiaceae) Homalium sleumerianum Lescot[10]

- (Olacaceae) Heisteria sleumeri Standl. in J.F.Macbr.[11]

- (Oleaceae ) hionanthus sleumeri (C.T.White) Stearn[12]

- (Podocarpaceae) Falcatifolium sleumeri de Laub. & Silba[13]